# BrickLink
A BrickLink a Lego termékek viszonteladásának legnagyobb online piactere. Weboldala forrásokat is kínál a Lego-rajongóknak, többek között egy kiterjedt termék- és alkatrészkatalógust, valamint közösségi fórumokat.